# Vengeance (2004)
L'édition 2004 de Vengeance est une manifestation de catch professionnel télédiffusée et visible uniquement en paiement à la séance. L'événement, produit par la World Wrestling Entertainment, s'est déroulé le 11 juillet 2004 au Hartford Civic Center, à Hartford (Connecticut) aux États-Unis. Il s'agit de la quatrième édition de Vengeance. Randy Orton est en vedette de l'affiche promotionnelle (officielle).
Huit matchs, dont trois mettant en jeu les titres de la fédération, ont été programmés. Chacun d'entre eux est déterminé par des storylines rédigées par les scénaristes de la WWE ; soit par des rivalités survenues avant le pay-per-view, soit par des matchs de qualification en cas de rencontre pour un championnat.

## Contexte
Les spectacles de la World Wrestling Entertainment en paiement à la séance sont constitués de matchs aux résultats prédéterminés par les scénaristes de la WWE. Ces rencontres sont justifiées par des storylines - une rivalité avec un catcheur, la plupart du temps - ou par des qualifications survenues dans les émissions de la WWE telles que WWE Raw et SmackDown. Tous les catcheurs possèdent un gimmick, c'est-à-dire qu'ils incarnent un personnage face (gentil), heel (méchant) ou tweener (neutre, apprécié du public), qui évolue au fil des rencontres. Un pay-per-view comme Vengeance est donc un évènement tournant pour les différentes storylines en cours.

## Déroulement du spectacle
- Sunday Night Heat match: Tyson Tomko (w/Trish Stratus) def. Val Venis (w/Nidia) (2:52)
- Tajiri et Rhyno def. Garrison Cade et Jonathan Coachman (7:30)
- Batista def. Chris Jericho (12:19)
- La Résistance (Robert Conway et Sylvain Grenier) def. Ric Flair et Eugene par disqualification pour conserver le World Tag Team Championship (12:30)
- Matt Hardy def. Kane dans un No Disqualification match (10:34)
- Edge def. Randy Orton pour remporter le WWE Intercontinental Championship (26:36)
- Victoria def. Molly Holly (6:22)
- Chris Benoit def. Triple H pour conserver le World Heavyweight Championship (29:06)